# Парфянский поход Марка Антония
Парфянский поход Марка Антония — неудачная война Марка Антония против Парфии в 40—33 годах до н. э.

## Предыстория
Юлий Цезарь, одержав победу в гражданской войне, планировал поход в Парфию после заключения мира с даками. Однако в 44 году до н. э. он был убит в результате заговора, не успев осуществить свой замысел. В следующем году возник второй триумвират, состоящий из Октавиана, Лепида и Марка Антония.
Убийцы Цезаря были разгромлены триумвирами в битве при Филиппах. Вскоре после этого сын Гнея Помпея, Секст Помпей восстал на Сицилии. Тогда Парфия напала на контролируемую Римом Иудею и Сирию. Первосвященник и правитель Иудеи Гиркан был свергнут, подвергнут пыткам и отправлен в плен в Селевкию, а на первосвященнический престол вступил пропарфянски настроенный Антигон. В Анатолии парфяне в союзе с Квинтом Лабиеном, сыном противника Цезаря Тита Лабиена, проникли глубоко в провинции Республики и разгромили римское войско.

## Подготовка к войне
Как рассказывает Плутарх в «Сравнительных жизнеописаниях», войско Антония было огромно:

…Римское войско встретилось с союзными царями, которых было великое множество, и первое место среди них принадлежало Артавазду Армянскому, выставившему шесть тысяч конницы и семь пехоты. Антоний устроил смотр. Римской пехоты было шестьдесят тысяч, её поддерживала испанская и кельтская конница, числом десять тысяч, всех остальных союзников — вместе с конниками и легковооружёнными — набралось тридцать тысяч.

В походе участвовали следующие легионы: III Gallica, IV Scythica, V Alaudae, VI Ferrata, X Equestris, XII Fulminata, XVII Classica, XVIII Lybica, XXII Deiotariana.

## Ход военных действий

### I этап. Кампания Вентидия Басса в 39-38 годах до н. э.
Командующий римской армии Вентидий Басс неожиданно подошёл к Тавру и выступил против Лабиена. Оставаясь на возвышенности и изображая слабость, он стремился лишить парфян возможности использовать конницу. В битве Вентидий одержал полную победу, Лабиен бежал. Вентидий, устроив засаду, направил конницу Помпедия Силона на гору Аман, но там отряд Силона атаковал парфянский полководец Фарнапат. Силон обратился в притворное бегство, Вентидий подоспел на помощь Силону, атаковал с фланга и разгромил Фарнапата, который погиб.
После этой победы Вентидий завладел почти всей Сирией. Собирая деньги, он прибыл в Иудею и разбил лагерь у Иерусалима, требуя от Ирода помощи против парфян. За эти две победы сенат назначил Антонию молебствия (формально Вентидий считался его легатом). Крайне успешную для римлян кампанию 38 года многие авторы упоминают кратко, подробнее всего изложение Диона Кассия, а на некоторые военные хитрости обращает внимание Фронтин. Царевич Пакор готовился к походу на Сирию. Тогда Вентидий в беседе с местным аристократом Ханнеем рассказал, что больше всего опасается, что парфяне перейдут Евфрат близ города Зевгма (при этом он знал, что Ханней сочувствует парфянам и сообщит эти сведения Пакору). На то, чтобы навести мосты для переправы в этом месте, парфяне затратили более 40 дней, и Вентидий воспользовался этим временем, чтобы собрать войска. Согласно Флору, парфян было более 20 тысяч, что давало им численное превосходство. Вентидий изобразил слабость римлян и заставил врага подойти ближе к лагерю. Этим он стремился избежать парфянских стрел. Когда враг был лишь в 500 шагах, неожиданная атака тяжеловооружённых римлян привела к полному разгрому парфян. Пакор погиб в бою. Эта битва произошла в тот же день, в который пятнадцатью годами ранее погиб Красс, разбитый при Каррах.
После этой катастрофы старый парфянский царь Ород II был убит своим пасынком Фраатом IV, который взошёл на трон под именем Аршак XV, а Парфия была вынуждена вернуть границы до реки Евфрат. Марк Антоний наконец прибыл на восток для завершения осады Самосаты, но, поскольку это продолжалось недолго, он решил принять капитуляцию правителя Коммагены, получив 300 талантов серебра. После этого Вентидий Басс был отправлен в Рим, чтобы отпраздновать заслуженный триумф, а Антоний провел зиму в Афинах, планируя новую кампанию.

### II этап. Поход Марка Антония.
В 36 году до н. э. Марк Антоний выдвинул против Парфии 100-тысячную армию. Войска были сосредоточены у Евфрата, напротив Месопотамии. Антоний двинулся в сторону столицы Парфии — Ктесифона. Согласно плану, войско должно было избежать большой месопотамской равнины, где парфянская конница легко маневрируя, уничтожала пехоту, а также лучников. Войско двинулось в обход через Армению. Антоний не дал отдохнуть войску после длительного марша и вступил в Атропатену. Поручив охрану осадных машин, которые сильно замедляли движение армии, 10-тысячному конвою под командованием Стациана, он двинулся вперёд для осады города Фрааты, где находились жена и дочь мидийского царя Артавазда. Парфяне, узнав о разделении римской армии, выслали сильный отряд конницы, который частью перебил, частью захватил в плен римский конвой (Стациан погиб), а осадной парк полностью уничтожил. Римское войско пало духом, а Артавазд Армянский отказался продолжать поход вместе с римлянами, уйдя со своим войском в Армению.
Между тем Антоний отправился с 10 легионами искать провизию и успешно отбил нападения парфян. Успех был, однако, недолгим. На самом деле потери римлян превышали потери парфян. Вернувшись в лагерь, Марк Антоний наказал тех, кто не принял участие в битве. Всё это не могло не порождать недовольство в рядах римской армии, изнемогавшей от усталости и павшей духом. В конце концов осенью Антоний заключил мир с Парфией и вернулся за Евфрат. Армия понесла огромные потери от голода, жары и битв. Кампания против Парфии окончилась полным провалом. Погибло более 35 000 человек.

### III этап. Поход в Армению.
Марк Антоний был недоволен отказом армянского царя Артавазда от помощи римлянам, поэтому он решил вернуть армян к покорности новым походом. В докладе Сенату в провале кампании Антоний обвинил Артавазда Армянского. В античной греко-римской литерарутре была представлена версия, что отход армянского войская из Парфии был обусловлен тайным сговором армянского царя Артавазда с Октавианом Августом.
Союзником Антония стал родственник и противник Артавазда Армянского царь Артавазд Атропатеннский (приходился племянником Артавазду Армянскому и внуком Тиграна Великого), который поссорился с парфянами и в силу своего происхождения рассчитывал получить власть над частью Армении. Римское войско неожиданно появилось в Армении. Антоний смог заманить Артавазда в свой лагерь якобы для переговоров и захватить его. Арташат был разграблен. В числе прочего были увезены золотая статуя богини Анаит и множество других сокровищ.
Артавазд был увезён в Египет и проведён в триумфальном шествии римского полководца, а затем, спустя 3 года, обезглавлен. После гибели Артавазда на престол вступил его сын, Арташес II, войска которого перебили римские гарнизоны, оставленные Антонием в Армении.

## Последствия
Антоний вернулся в Египет и отпраздновал триумф на улицах Александрии, а не в Риме. Это вызвало окончательный разрыв с Октавианом, который объявил Антония врагом Республики и римского народа. Вскоре началась очередная гражданская война, после поражения в которой Марк Антоний погиб, пытаясь найти убежище в Египте. После этого Октавиан стал единоличным правителем и заключил мир с Парфией, получив обратно мирным путём все знамёна, которые были отбиты у Красса в 53 году до н. э.